# Laura Berghäuser

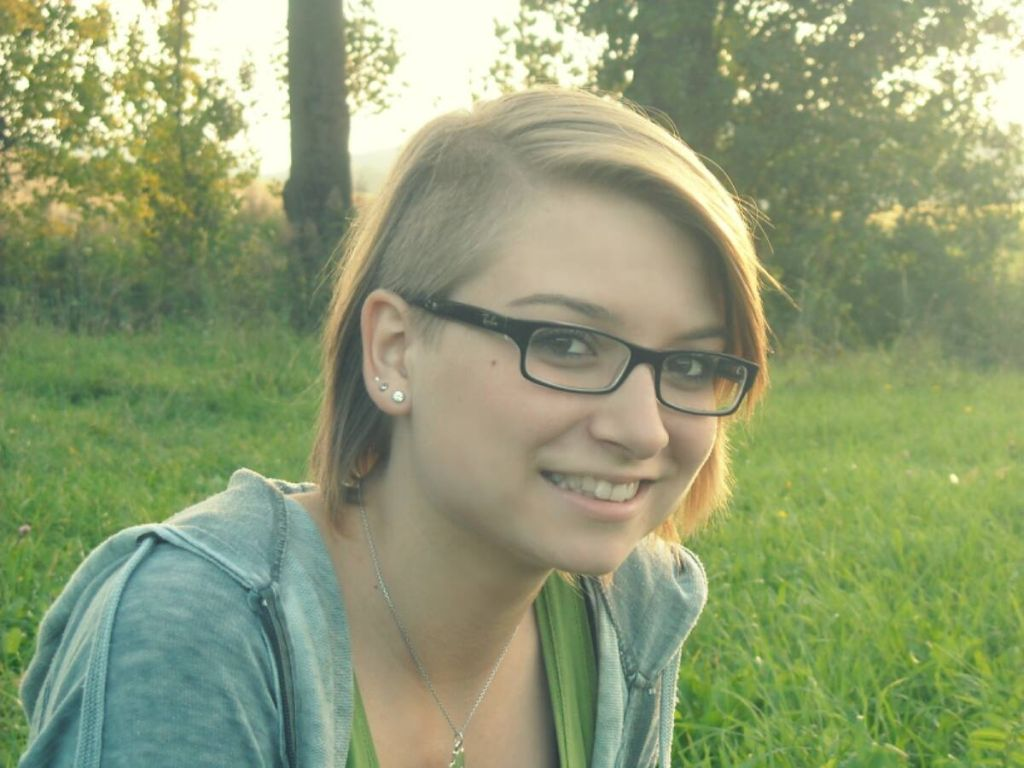
Laura Berghäuser 2016

Laura Berghäuser ist eine deutsche Schauspielerin.

## Leben
Laura Berghäuser spielte 2001 die Rolle der Marie in der deutschen Kinderserie Spuk am Tor der Zeit, der 2003  neben 95 weiteren Filmbeiträgen für den Kinderfilmpreis Goldener Spatz nominiert wurde.
2003 trat sie in einem bundesweit ausgestrahlten Werbespot für Simba Toys auf. Außerdem sprach sie eine Nebenrolle in der Hörspiel-Reihe Fünf Freunde.

## Filmografie
- 2002: Spuk am Tor der Zeit (als Fernsehserie, 4 Teile)